# Philipp Maximilian Hoffmann
Philipp Maximilian Hoffmann (* 1986 in Köln) ist ein deutscher Historiker und wissenschaftlicher Leiter des Zentrums für Stadtgeschichte und Erinnerungskulturen in Bonn.

## Werdegang
Philipp Hoffmann beschäftigte sich nach seinem Studium der Geschichte, Politik und Soziologie in Bonn und in Wien im Rahmen seines Promotionsstudiengangs mit der Geschichte Kölns in der Zeit der Weimarer Republik. Dort promovierte er 2019 mit einer Dissertation zur Verfassungs-, Sozial- und
Wirtschaftsgeschichte. Von Februar 2019 bis Mai 2021 arbeitete Hoffmann als Referent in der Abteilung Kölnisches Brauchtum beim Kölnischen Stadtmuseum. Hier kuratierte er die Sonderausstellung
50 Johr Bläck Fööss sowie die Präsentation Alaaf auf Abstand, die digital und im Stadtraum gezeigt wurde. Beteiligt war er ferner an einem Forschungsprojekt zur Erstellung eines Digitalisierungskonzeptes für historische Möbel- und Einrichtungsentwürfe des Kölnischen Stadtmuseums. Ferner arbeitete er im Technikum und Archiv der Deutz AG sowie als kulturpolitischer Referent. Vom 1. Juni 2021 bis 2022 war Philipp Hoffmann in der Nachfolge von Ingrid Bodsch Leiter des Stadtmuseums Bonn. Seit 1. März 2022 ist das Stadtmuseum Teil des neugegründeten Zentrums für Stadtgeschichte und Erinnerungskulturen., dessen wissenschaftlicher Leiter Hoffmann ist.
Zu diesem Zentrum gehören auch das Bonner Stadtarchiv und die NS-Gedenkstätte.
Philipp Hoffmann ist aktiver CDU-Politiker. Er war als Beisitzer im Vorstand des Kölner Stadtbezirks Kalk und arbeitete während seines Studiums in der Wahlperiode 2014–2020 als Fraktionsreferent der CDU im Kölner Stadtrat.  Am 10. August 2023 trat er aus zeitlichen Gründen mit sofortiger Wirkung als Beisitzer des Vorstands im CDU-Stadtbezirksverband Kalk zurück.
Philipp Hoffmann ist Geschäftsführer des Vereins Freunde & Förderer des Kölnischen Brauchtums, der jährlich die Kölner Schull- un Veedelszöch am Karnevalssonntag organisiert.
Im August und September 2023 war Hoffmann in der Nachfolge von Mario Kramp und der anschließenden kommissarischen Leitung durch Silvia Rückert der Kandidat der Kölner Oberbürgermeisterin Henriette Reker für die Direktion des Kölnischen Stadtmuseums. Die endgültige Entscheidung hätte beim Hauptausschuss des Rates der Stadt Köln gelegen. Da jedoch mit keiner Mehrheit im Ausschuss zu rechnen war, hat Hoffmann seine Kandidatur im September 2023 zurückgezogen.
Hoffmann ist verheiratet und Vater von zwei Kindern.

## Publikationen (Auswahl)
- „Kooperative Rationalisierung“ zwischen Hyperinflation und Zweitem Weltkrieg. Die Wandlung der Lieferanten-Abnehmer-Beziehung von Reichsbahn und Waggonindustrie unter dem Einfluss der „Reichsbahnverträge“. Dissertation Rheinische Friedrich-Wilhelms-Universität Bonn, 2019 (Erstgutachter Günther Schulz, Zweitgutachter Carsten Burhop) urn:nbn:de:hbz:5-54223
- Freunde und Förderer des Kölnischen Brauchtums (Hrsg.): Alaaf auf Abstand. Bilder einer anderen Session. Marzellen, Köln [2021]. ISBN 978-3-937795-76-8.